# Manfred Güllner
Manfred Güllner (* 31. Dezember 1941 in Remscheid) ist ein deutscher Soziologe, Sozialpsychologe und Betriebswirt. Er ist Gründer und Geschäftsführer des Forsa-Instituts und zugleich ein bekanntes
SPD-Mitglied.

## Leben
Manfred Güllner, Sohn eines Zangenmachers, machte im Jahre 1961 sein Abitur am Christian-Rauch-Gymnasium in Arolsen. Später arbeitete er drei Jahre als wissenschaftlicher Assistent am soziologischen Seminar der Universität zu Köln. Er war von 1970 bis 1978 Mitglied der Institutsleitung beim Institut für angewandte Sozialwissenschaft (infas). Güllner wechselte von dort zum Statistischen Amt der Stadt Köln, das er als Direktor führte. Im Jahr 1984 gründete er schließlich die Forsa-Gesellschaft, die er neben Emnid, Allensbach und infratest dimap als führendes deutsches Meinungsforschungsinstitut etablierte.
Der Akademische Senat der Freien Universität Berlin ernannte ihn am 3. Dezember 2003 zum Honorarprofessor für Publizistik und Kommunikationswissenschaft. Güllner ist seit 2008 regelmäßiger Gastdozent der Europäischen Medien- und Business-Akademie.
Manfred Güllner lebt mit seiner Familie in Berlin.

## Kontroverses
Güllner gilt für einen Meinungsforscher als ausgesprochen „meinungsfreudig“. Er übe wenig Zurückhaltung bei der Interpretation der Ergebnisse der Forsa-Umfragen. Das brachte ihm wiederholt den Vorwurf ein, er vermische die ermittelten Daten mit persönlichen Ansichten, woraus sich ein Cocktail ergebe, der seriös und unabhängig aussehe, doch voller Meinung stecke.
Die für das Magazin Stern und den Fernsehsender RTL von seinem Institut erhobenen Umfragen lieferten regelmäßig besonders hohe oder niedrige Werte für die Parteien. Die steilen Höhenflüge bzw. rasanten Abstürze seien damit aufregende Schlagzeilenlieferanten, woraus der Vorwurf abgeleitet wurde, dass er sich durch besonders extreme Ergebnisse in die Medien bringe und so Marketing für sein Institut betreibe. Auch könnten die drastischen Ergebnisse zu selbsterfüllenden Prophezeiung werden, indem Parteien besonders attraktiv oder unattraktiv wirken könnten.
Güllner ist seit 1964 SPD-Mitglied. Der Forsa-Gesellschaft wird deshalb eine Nähe zur SPD unterstellt. Sie erwirkte gegen entsprechende Vorwürfe aus der CDU erfolgreich eine einstweilige Verfügung. Forsa erhält von der SPD keine Aufträge mehr. Güllner behauptete 2008 in einem Interview wiederum, das Meinungsforschungsinstitut Infratest dimap sei „vierzig Jahre das Hausinstitut der SPD. Und da wird man sich schon überlegen, ob man nicht ein bisschen die Zahlen schönt oder nicht“. Infratest dimap verklagte Güllner daraufhin vor dem Berliner Landgericht auf Unterlassung und bekam recht.
Mit Gerhard Schröder ist er seit Jahrzehnten befreundet. Die SPD hat dagegen ein problematisches Verhältnis zu Güllner. Dieser führe mit bissigen Kommentaren in den Medien einen Kleinkrieg gegen die Partei. So sagte Güllner unter anderem, Rudolf Scharping sei „schon als Ministerpräsident überfordert“ gewesen, Björn Engholm „ein begnadeter Nichtsnutz“, Kurt Beck könne die Wirklichkeit außerhalb seiner heilen Welt weder richtig einschätzen noch bewältigen. Über den damaligen designierten Kanzlerkandidaten sagte er außerdem: „Beck muss in jedem Fall weg. Wenn er ein bisschen Größe hätte, würde er das einsehen und die Konsequenzen ziehen“. Über Ralf Stegner sagte Güllner: „Er wird, mit Verlaub, von den Menschen als Kotzbrocken wahrgenommen“. Franz Müntefering soll er als „stalinistischen Apparatschik“ bezeichnet haben. Am SPD-Kanzlerkandidaten bei der Bundestagswahl 2013, Peer Steinbrück, vermisste Güllner Format und Handlungsinitiative. Seine Analysen verknüpfte Güllner wiederholt mit der Aufforderung, Parteivorsitzende oder Spitzenkandidaten auszutauschen. Auch dem Bundesvorsitzenden der FDP, Philipp Rösler, empfahl er knapp zwei Wochen vor der Landtagswahl in Niedersachsen 2013 öffentlich, noch vor der Wahl zurückzutreten.
In dem vor der Bundestagswahl 2013 veröffentlichten Buch Die Grünen: Höhenflug oder Absturz? beschwor Güllner eine Gefahr für die Demokratie durch die Erfolge von Bündnis 90/Die Grünen, warnte vor einer „grünen Diktatur“ und zog Parallelen zum Aufstieg der NSDAP und zum Ende der Weimarer Republik. Zudem seien die Grünen verantwortlich für die sinkende Wahlbeteiligung in Deutschland. Das Buch wurde überwiegend negativ rezensiert. In der Frankfurter Allgemeinen Zeitung urteilte Wolfgang Jäger: „Güllners These findet allerdings in der von ihm nur am Rande erwähnten Forschung über die Nichtwähler keinen Rückhalt, wie überhaupt der Autor die Literatur zur Parteien- und Demokratieforschung nur sehr sparsam nutzt. Das Buch lebt von der polemischen Zuspitzung. Es will provozieren. […] Die Übertreibung geht auf Kosten der Seriosität des Buches.“ Karsten Polke-Majewski beurteilte die Thesen Güllners in der Zeit als „bizarr“. Ebenfalls in der Zeit nannte Frank Drieschner das Buch eine Schmähschrift, die schlampig und kenntnislos, in ihrem Urteil abwegig sei. Belege für Güllners „Krawallpublizistik“ nach dem Muster Thilo Sarrazins suche man vergeblich, sie widersprächen sogar den Ergebnissen, die Forsa selbst ermittelt habe. Bernhard Walker nannte den analytischen Teil des Buches „schlicht Unfug“. Man müsse das Buch nicht ernst nehmen, die „Unterstellungen sind so grotesk, dass man sich wundert, wie ein viel zitierter Meinungsforscher sie ernsthaft von sich geben kann“. Manfred Esslinger kam in der Süddeutschen Zeitung zu dem Ergebnis: „Eigentlich kaum vorstellbar, dass sich einer, der von Beruf Statistiker ist, mit solcher ‚Analyse‘ auf den Markt wagt. […] Das ist so schlicht, dass es nicht mal wirr ist. Ein klarer Fall von Selbstrufmord.“
Im Juni 2023 sprach Güllner in einem Interview mit der Tageszeitung Die Welt von einer „Art grüner Diktatur“, um zu beschreiben, dass eine demokratisch gewählte Regierung ihre Werte in ihre Regierungsarbeit einfließen lasse. Auf Nachfrage verstärkte er seine Aussage, indem er ausführte: „[…]Wenn eine kleine elitäre Minderheit der oberen Bildungs- und Einkommensschichten der Gesellschaft der großen Mehrheit der Andersdenkenden ihre Werte durch Belehrungen oder Verbote aufzwingt, kann das wohl als eine Art Diktatur gewertet werden.“

## Schriften
- Die Grünen: Höhenflug oder Absturz?, Herder, Freiburg im Breisgau 2012, ISBN 3451306743
- Auf dem Weg zur ‚schwarzen Republik‘? Wählermobilisierung von SPD und CDU/CSU in den letzten Jahrzehnten, in: Die Bundestagswahl 2002. Eine Untersuchung im Zeichen hoher politischer Dynamik. VS Verlag für Sozialwissenschaften, Wiesbaden 2005, S. 211–224, ISBN 3-531-14004-3

## Belege
1. 1 2 3 4  Veit Medick, Meinungsforscher Güllner: Der Steinbrück-Schreck, Der Spiegel, 19. April 2013.
2. 1 2  Forsa-Chef Güllner: Umfragen sind nie exakt, Hessische/Niedersächsische Allgemeine. Abgerufen am 16. März 2017.
3. 1 2 3 4 5 6  Sebastian Beck, Meinungen und Gemeinheiten, Süddeutsche Zeitung, 17. Mai 2010.
4. 1 2 3  Stefan Niggemeier, Verwählt, Der Spiegel, 18. Februar 2013.
5. 1 2 3  Roland Nelles: Zahlen aus der Hexenküche, Der Spiegel, 6. August 2007.
6. ↑  Stefan Reinecke: Die „Bild“ unter den Instituten, taz, 5. September 2013.
7. ↑  „Beck muss weg“, Interview in der Süddeutschen Zeitung, 17. Mai 2010.
8. ↑  Manfred Güllner: Die Grünen. Höhenflug oder Absturz?, Freiburg im Breisgau 2012, S. 135 ff.
9. ↑  Manfred Güllner: Die Grünen. Höhenflug oder Absturz?, Freiburg im Breisgau 2012, S. 159 ff.
10. ↑  Wolfgang Jäger, Grün, grüner, am grünsten …. Frankfurter Allgemeinen Zeitung, 28. Januar 2013.
11. ↑  Karsten Polke-Majewski, Meinungsforscher verbreitet bizarre Thesen, Die Zeit, 24. September 2012.
12. 1 2  Frank Drieschner, Wieder die ganze Nacht durchgehasst, Die Zeit, 6. Oktober 2012.
13. 1 2  Bernhard Walker, Eine Gefahr für die Republik?, Badische Zeitung, 23. Oktober 2012.
14. ↑  Manfred Esslinger, Besprechung in der Süddeutschen Zeitung vom 23. Oktober 2012.
15. ↑  Forsa-Chef zu AfD-Hoch: „Elitäre grüne Minderheit zwingt Mehrheit ihre Werte auf“ - WELT. 12. Juni 2023, abgerufen am 24. Juni 2023.

| Personendaten    | Personendaten                                          |
| ---------------- | ------------------------------------------------------ |
| NAME             | Güllner, Manfred                                       |
| KURZBESCHREIBUNG | deutscher Soziologe, Sozialpsychologe und Betriebswirt |
| GEBURTSDATUM     | 31. Dezember 1941                                      |
| GEBURTSORT       | Remscheid                                              |